# Університетський центр у Свальбарді
Університетський центр у Свалбарді — норвезький державний вищий навчальний заклад, у якому на університетському рівні здійснюється підготовка фахівців у галузі арктичних досліджень. Його співзасновниками виступають Університет Осло, Берґенський університет, Університет Тромсьо та Норвезький університет природничих та технічних наук у Тронгеймі. Цей центр також відомий як UNIS і є частиною Університету Арктики. Його очолює директор, котрий призначається терміном на три роки. Університет є найпівнічнішим навчальним закладом у світі, розташований у місті Лонг'їр на 78° північної широти. Він пропонує курси з чотирьох основних арктичних дисциплін: арктична біологія, геологія, геофізика і технологія.

## Організація
Університет засновано 1993 року у місті Лонг'їр, котре налічує 2075 мешканців і розташоване на західному березі острова Західний Шпіцберґен. Основною ідеєю, що спонукала заснувати цей заклад, було те, що його унікальне географічне розташування дозволить здійснювати арктичні дослідження наживо одразу за університетською огорожею. Університет було засновано в міжнародному дусі — його офіційною мовою є англійська і близько половини з числа його 350 студентів походять із-поза Норвегії (станом на 2006 рік — із 25 країн). Навчання безкоштовне, його здійснюють 20 професорів на повній ставці, 21 асистент-професор (доцент) і 120 гостьових викладачів. Останніх запрошено з різних норвезьких та зарубіжних навчальних інституцій у рамках різноманітних дослідницьких проектів. У рамках цих проектів також зараховуються студенти магістерських та PhD-програм — UNIS не приймає власних випускнків на ці курси і вимагає від потенційних абітурієнтів надати лист підтримки від їхнього домашнього навчального закладу. Важливим напрямком роботи UNIS є програма академічних обмінів із Росією. Фінансування закладу здійснює норвезький уряд, дослідницька рада та приватний сектор.

## Кампус і пов'язані з Центром події
В університеті здійснюється як викладацька, так і наукова робота. Його основний кампус розташований у Свалбардському науковому парку, який було офіційно відкрито королем Норвегії Гаральдом V і королевою Сонею 26 квітня 2006 року. 2 вересня 2009 року UNIS відвідав генеральний секретар ООН Пан Гі Мун.

## Послуги
Хоча UNIS формально не бере плату за навчання, зі студентів вимагається плата в розмірі 420 норвезьких крон (близько 55 євро), а також додатково 120 норвезьких крон за кожен день навчання на вільному повітрі. Ці кошти переважно покривають вартість їжі та адміністративні витрати. В UNIS є бездротова комп'ютерна мережа з доступом до інтернету. У кожній кімнаті є безкоштовний локальний телефон, у кампусі також є кілька міжнародних телефонів-автоматів. У кожного довготермінового студента та співробітника є ключі від головної будівлі UNIS і цілодобовий доступ до неї. В UNIS розташована заснована 1993 бібліотека з великою кількістю паперових видань, однак значна частина фондів бібліотеки є електронною: для університету передплачено багато баз даних, до яких надається доступ із комп'ютерів бібліотеки. Більшість видань університету, як от серія UNIS Publication Series, також публікуються в електронному вигляді. UNIS належать дослідницькі лабораторії та п'ятнадцятиметровий дослідницький корабель Viking explorer.
Більшість студентів UNIS мешкають у шести відновлених шахтарських бараках Нюбюен, південному передмісті Лонг'їра.

## Безпека
Гостям та мешканцям «заборонено» помирати у Лонг'їрі, оскільки на міському цвинтарі поховання не здійснюються з 1930-х років. Місцева влада намагається запобігти смертям на території регіону. Кожну серйозно хвору людину кораблем або літаком доставляють до інших частин Норвегії. Найближча місцева лікарня розташована в Тромсьо за дві години льоту. Це рішення було зроблено після того, як у 1930-х роках було виявлено, що поховані тіла не розкладаються у мерзлому ґрунті. Нещодавня ексгумація одного тіла виявила в ньому добре збережений вірус грипу-іспанки, котрий став причиною численних смертей на острові у 1917 році.
У цій місцевості поширені полярні ведмеді, які являють загрозу людському життю. Через це місцеві мешканці часто носять із собою рушниці і кожен студент та працівник UNIS проводить свій перший день в університеті, навчаючись користуватися нею.